# Gradenje
Gradenje este o localitate din comuna Šmarješke Toplice, Slovenia, cu o populație de 28 de locuitori.